# Riu Hotels & Resorts
RIU Hotels & Resorts se fundó en Mallorca, España, en 1953 como un pequeño negocio vacacional de la familia Riu, fundadora y actual propietaria en tercera generación. La compañía se centra en la hotelería vacacional y el 74% de sus establecimientos ofrecen el reconocido servicio All Inclusive by RIU.

## Historia
RIU fue fundada en 1953 por Juan Riu y Maria Bertrán cuando adquirieron, junto a su hijo Luis Riu Bertrán, el hotel San Francisco en Mallorca. En los años 60 y 70 la empresa se fortaleció en las Islas Baleares gracias a una alianza con TUI (Touristik Union International) en 1977. Más adelante, en 1985, inauguraron su primer hotel en Gran Canaria, el hotel Riu Palmeras, marcando el comienzo de su expansión más allá de Baleares. Tras este hito, comenzó su crecimiento internacional en 1991, con la apertura del hotel Riu Taino en Punta Cana. Esto marcó el primer paso del gran crecimiento de RIU en América, donde actualmente cuenta con 45 hoteles.
En 1993 la familia Riu afianza su relación con TUI creando la sociedad RIUSA II SA, dedicada a explotar todos los hoteles marca RIU. En 1998, tras el fallecimiento de Luis Riu Bertrán, la dirección pasó a sus hijos Carmen y Luis Riu, que siguen liderando la compañía. RIU se embarca en 2010 en uno de sus mayores retos como compañía: el lanzamiento de su marca urbana Riu Plaza, abriendo hoteles en ciudades clave a nivel global, como Nueva York o Madrid. La apuesta de la compañía por esta nueva línea de negocio se consolidó rápidamente. El siguiente reto de la cadena fue la expansión al continente asiático, que empezó en 2016 con la inauguración del Riu Sri Lanka.
En la última década RIU ha trabajado para tener una operación cada vez más responsable. Este cambio que culmina en 2024 con la presentación de la estrategia de sostenibilidad Proudly Committed que supone un antes y un después y preparará a RIU para el futuro, que tiene que ser necesariamente sostenible.

## Posicionamiento
RIU Hotels & Resorts cuenta con 98 hoteles en 21 países que en 2024 recibieron 6,7 millones de clientes y trabajaron un total de 38.055 empleados. Actualmente RIU es la 40.ª mayor cadena del mundo (según el ránking de Hotels Magazine), y la cuarta en España por número de habitaciones.